# Cedric Robinson

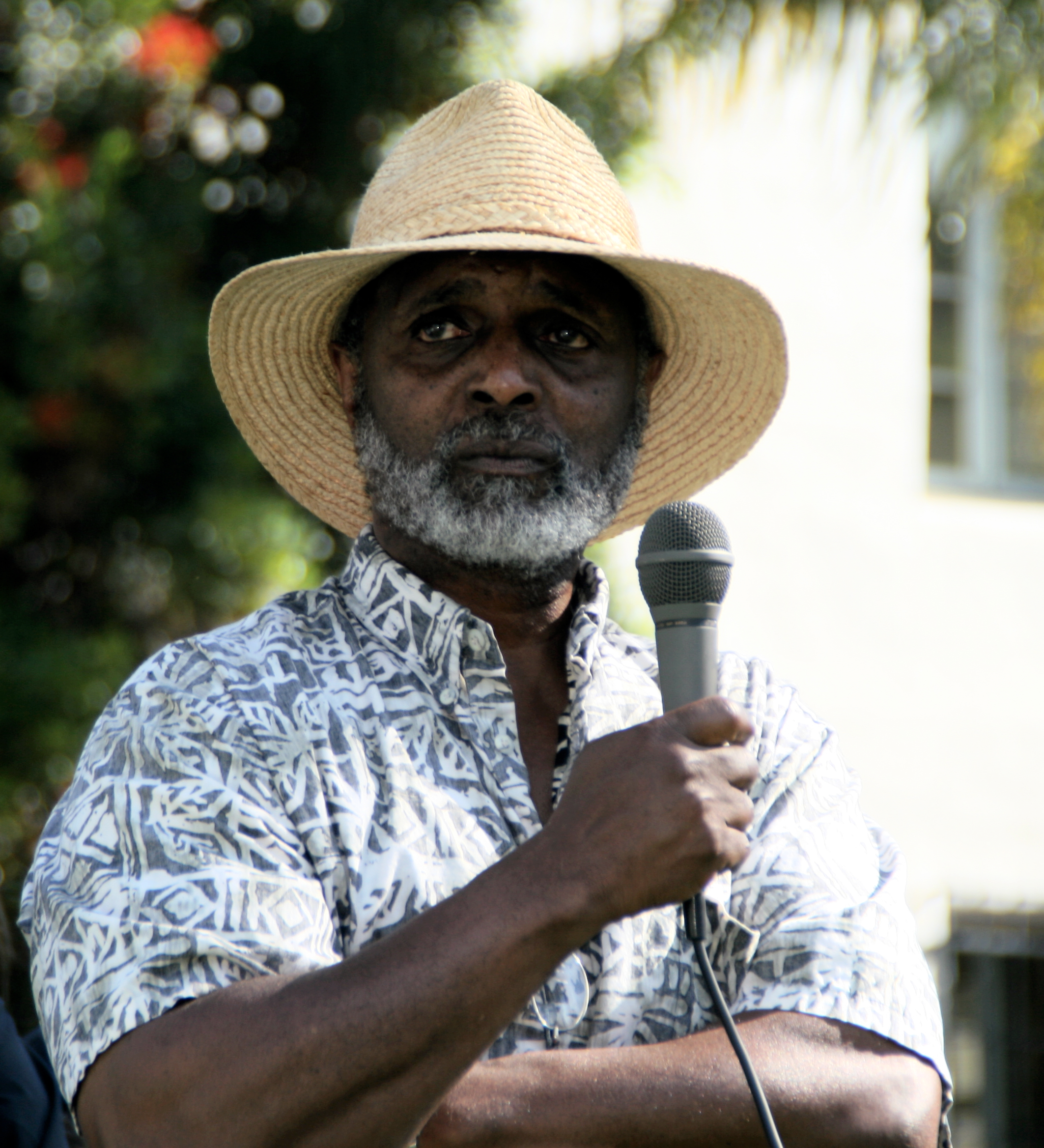
Cedric Robinson

Cedric Robinson (5 de novembro de 1940 — 5 de junho de 2016) foi um professor no Departamento de Estudos Negros e Departamento de Ciência Política na Universidade da Califórnia em Santa Bárbara (UCSB). Ele chefiou ambos departamentos e foi também Diretor do Centro de Pesquisa para Estudos Negros. Suas áreas de interesse incluíam filosofia política clássica e moderna, teoria social radical na diáspora africana, política comparada, e as relações entre mídia e política.

## Primeiros anos
Robinson nasceu em Oakland, Califórnia, no dia 5 de novembro de 1940. Ele estudou na Universidade da Califórnia em Berkeley onde se tornou bacharel em antropologia social em 1963, e na Universidade Stanford, onde se tornou mestre e doutor em teoria política em 1974.
Robinson se tornou ativista político durante sua época de estudante, quando protestou contra a administração da universidade e as políticas estadunidenses domésticas e estrangeiras junto com outros estudantes negros radicais.
O avô de Robinson o influenciou em suas visões políticas radicais. Como radical político no Alabama dos anos 1920, seu avô acabou sendo forçado a deixar o estado para salvar sua vida, e decidiu ir à Califórnia. Robinson também cita Winston Whiteside, C. L. R. James e Terrence Hopkins como outros intelectuais que moldaram sua perspectiva política.

## Carreira e serviço público
Após deixar a Berkeley, Robinson foi para o exército estadunidense e também trabalhou no Departamento de Condicional do Condado de Alameda. Entre 1971 e 1973, Cedric foi professor de Ciência Política e Estudos Negros na Universidade de Michigan. Em 1973, Cedric assumiu seu primeiro cargo na Universidade de Binghamton. Em 1978, Robinson entrou para o corpo docente da Universidade da Califórnia em Santa Barbara e se tornou diretor do Centro de Pesquisa para Estudos Negros.
Em 1980, numa tentativa de corrigir o que ele via como preconceito e preguiça da mídia em relação às políticas estadunidenses para com o Terceiro Mundo, Robinson e o estudante da UCSB Corey Dubin fundaram a revista Third World News Review (TRNR) na rádio comunitária do campus, a KCSB-FM. Cinco anos depois o programa se tornou acessível à televisão de acesso público. Desde 1980, estudantes da UCSB vindos do Terceiro Mundo e membros do corpo docente da universidade contribuem com o programa.
Autor de cinco livros, Robinson também publicou artigos em jornais acadêmicos e antologias sobre assuntos como pensamento político nos Estados Unidos, África, e Caribe ou teoria social, cinema e imprensa no Ocidente.